# Disco Mix 2000
Disco Mix 2000 – trzynasty album zespołu Top One wydany przez wytwórnię Agencja Artystyczna MTJ wiosną 2000. Album zawiera 10 utworów. Płyta nie wchodzi w skład oficjalnej dyskografii grupy.

## Lista utworów
1. „Miła moja” (muz. i sł. twórcy ludowi) – 5:11
2. „Santa Maria” (muz. i sł. twórcy ludowi) – 4:40
3. „Bliska moim myślom” (muz. i sł. Andrzej Tenard) – 5:15
4. „Biały miś” (muz. i sł. Mirosław Górski) – 5:02
5. „Top One” (muz. i sł. Top One) – 4:22
6. „Wróć Yesterday” (muz. Paweł Kucharski, sł. Jan Krynicz) – 4:38
7. „Puerto Rico” (muz. Paweł Kucharski, sł. Jan Krynicz) – 3:52
8. „Lonely Star” (muz. Paweł Kucharski, sł. Jan Krynicz) – 3:31
9. „Ciao Italia” (muz. Paweł Kucharski, sł. Jan Krynicz, Maciej Jamroz) – 5:12
10. „Fred Kruger” (muz. Maciej Jamroz, sł. Jan Krynicz) – 3:59